# Мікрохвильова спектроскопія
Мікрохвильова спектроскопія (англ. microwave spectroscopy) — методика визначення геометричної будови молекул за мікрохвильовими спектрами, зумовленими переходами між обертальними енергетичними рівнями.

## Опис
Визначення таких параметрів молекул, як дипольний момент і моменти інерції щодо головних осей методом мікрохвильової спектроскопії проводиться переважно шляхом аналізу спектрів поглинання електромагнітного випромінювання в діапазоні 10-40 ГГц, обумовлених переходами молекули з одного обертального енергетичного рівня на інший.
Метод мікрохвильової спектроскопії є дуже точним для порівняно простих молекул, але зі зростанням молекулярної маси на точність методу починає впливати коливально-обертальна взаємодія. За допомогою цього методу було визначено з високою точністю геометричні параметри багатьох двох-, трьох- та чотирихатомних молекул, а також був досліджений такий цікавий ефект, як інверсія. Метод погано застосовується для неполярних молекул і використовується для дослідження речовин лише у газовій фазі.